# Загустай (Селенгинский район)
Загуста́й (бур. Загаһатай) — упразднённый посёлок при станции в Селенгинском районе Бурятии в составе городского поселения «Город Гусиноозёрск». В 2024 году включен в состав города Гусиноозёрск и исключен из учётных данных.

## География
Расположен на правом северо-западном борте долины реки Загустай в 3 км к северу от Гусиноозёрской ГРЭС и в 3,5 км северо-западнее окраины Гусиноозёрска. Расстояние до центра города — 6 км.

## История
Станция Загустай основана в 1939 году на южной линии Восточно-Сибирской железной дороги Улан-Удэ — Наушки. Названа по реке Загустай (от южнобур. загастай — «рыбная»). В этом же году к станции проложена шестикилометровая железнодорожная ветка от посёлка Шахты (ныне Гусиноозёрск), по которой началась перевозка угля.
В 1945—1948 годах в посёлке работали японские военнопленные 4-го отделения лагеря № 30. Ими были построены 28 рубленых одноквартирных дома, 4 шлакоблочных общежития на 60 мест каждое, столовая на 300 человек, баня. Также военнопленные работали на строительстве электростанции мощностью 1000 кВт, строили подъездные железнодорожные пути к электростанции.

## Население
| 2002 | 2010 |
| ---- | ---- |
| 189  | ↘149 |

## Экономика
Часть населения занята на Гусиноозёрской дистанции пути ВСЖД, остальная — на предприятиях Гусиноозёрска. Личные подсобные хозяйства.

## Галерея

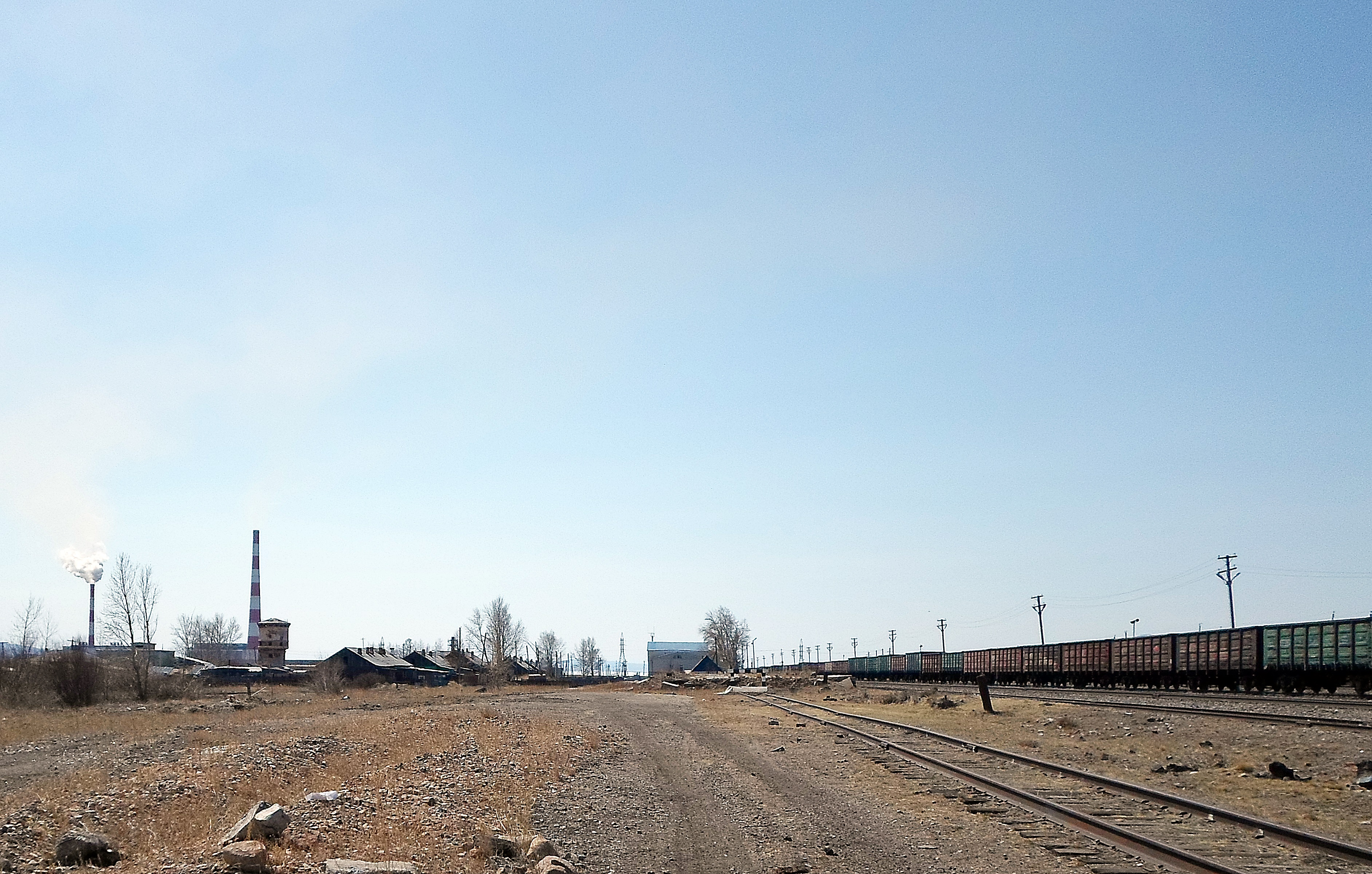
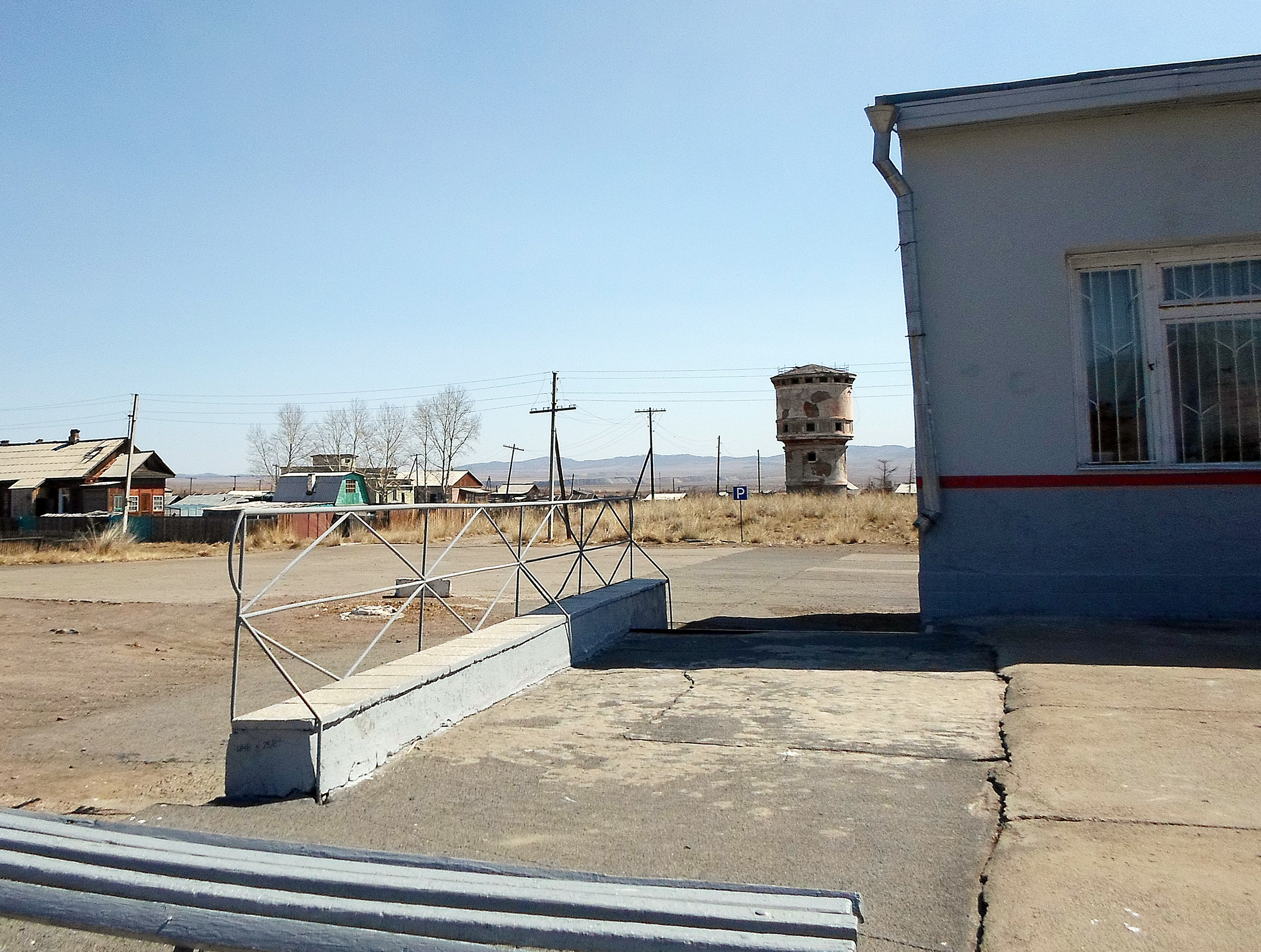
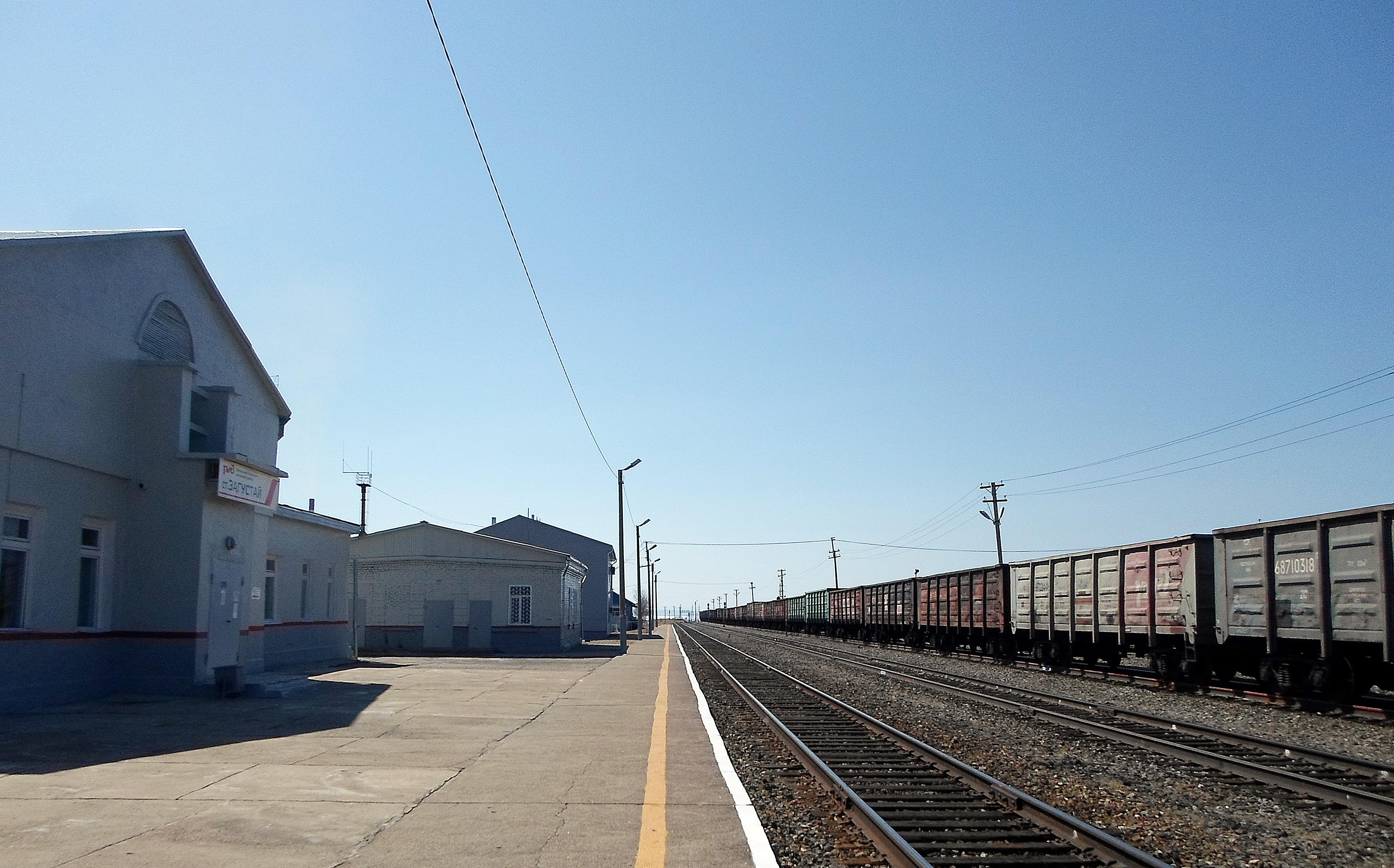